# Däulet Jergesz
Däulet Jerbołatuły Jergesz (kaz. Дәулет Ерболатұлы Ергеш; ur. 23 lipca 1999) – kazachski zapaśnik walczący w stylu wolnym. Zajął ósme miejsce na mistrzostwach świata w 2024. 
Piąty na mistrzostwach Azji w 2025. Drugi na MŚ U-23 w 2022, a także na mistrzostwach Azji U-23 w 2022 roku.